# Mary Whiton Calkins
Pour les articles homonymes, voir Calkins.
Marie Whiton Calkins, née le 30 mars 1863 à Hartford et morte le 26 février 1930 à Newton, est une psychologue, philosophe et professeure d'université américaine. Elle est la première femme présidente de l'Association américaine de psychologie et de l'American Philosophical Association.

## Biographie
Elle fait ses études secondaires à Hartford. Son père, un pasteur presbytérien, l'incite ensuite à s'inscrire à l'université. En 1882, elle s'inscrit à Smith College en deuxième année, mais interrompt ses études dès 1883, durant une année qu'elle passe à étudier à domicile, tout en prenant des cours particuliers de grec classique. Elle reprend ses cours à Smith College en 1884, pour passer sa licence de lettres classiques et philosophie.
Après l'obtention de son diplôme, elle voyage avec sa famille durant dix-huit mois en Europe, en Italie et en Grèce, ainsi qu'à Leipzig. Elle met ce temps à profit pour continuer ses études de grec moderne et classique. À son retour, elle obtient un poste au département d'études grecques de Wellesley College Elle est d'abord tutrice des élèves, puis est professeure durant trois ans. Elle est sollicitée ensuite pour enseigner la psychologie, discipline qui commençait d'être enseignée au département de philosophie et se forme en étudiant elle-même la psychologie.
Elle se trouve confrontée au fait que peu de cursus universitaires acceptaient alors la mixité. Elle hésite entre les enseignements de psychologie de l'université du Michigan donnés par John Dewey), de Yale, avec G. T. Ladd, de Clark, avec G. Stanley Hall), ou de l'université Harvard (avec William James). Son intérêt pour l'expérimentation et pour la recherche en laboratoire restreint son choix à Clark ou Harvard. Elle pose sa candidature pour Harvard, bien que les enseignements de cette université ne soient pas ouverts aux femmes, puis s'inscrit finalement à l'« annexe d'Harvard », connue ultérieurement comme le Radcliffe College, où elle pourra suivre l'enseignement de Josiah Royce. Royce lui demande cependant de suivre les cours de psychologie donnés par William James à Harvard. L'université Harvard, cédant aux différentes pressions, accepte qu'elle suive les enseignements en qualité d'auditrice libre, sans lui reconnaître le droit d'être inscrite administrativement comme étudiante.
Ainsi, elle étudie sous la direction de William James, qui vient de publier The Principles of Psychology (1890), mais elle s'intéresse plutôt à la psychologie expérimentale. Elle travaille ensuite avec Edmund Sanford de l'Université Clark, qui plus tard l'a aidée à créer le laboratoire de psychologie au Wellesley College.
En 1891, elle prend un poste de professeur de psychologie à Wellesley, au sein de la faculté de philosophie. Elle y crée le laboratoire de psychologie, qui accueille cinquante étudiants. Elle poursuit ses études en psychologie et contourne l'obstacle de la non-mixité des cursus en travaillant avec Hugo Munsterberg de l'université de Fribourg-en-Brisgau. Elle étudie durant trois années avec lui, dans le laboratoire de psychologie de Harvard, et publie plusieurs articles. Sa thèse doctorale est prête en 1896, mais, alors qu'elle avait passé tous ses examens, l'université Harvard refuse d'approuver la recommandation du département de philosophie et de psychologie et d'accorder à Calkins son diplôme de doctorat,,.
Elle est ensuite nommée professeure assistante à Wellesley, en 1895, puis après deux ans, professeure titulaire de psychologie et de philosophie, ce qui lui permet de continuer à enseigner les lettres classiques et le grec, tout en menant des recherches expérimentales. Elle y enseigne jusqu'à sa retraite en 1929.

## Recherches et activité éditoriale
Calkins a publié quatre livres et plus d'une centaine d'articles dans sa carrière, dans les domaines de la psychologie et de la philosophie notamment An Introduction to Psychology (1901). The Persistent Problems of Philosophy (1907) et The Good Man and The Good (1918) sont davantage à des essais à visée philosophique. Calkins s'est intéressée à la mémoire et, plus tard, au concept du self.

## Notoriété et distinctions
- 1903 : elle est classée douzième sur une liste de cinquante psychologues réalisée par James McKeen Cattell.
- 1905 : elle est élue 14e présidente de l'Association américaine de psychologie[11].
- 1909 : doctorat honoris causa en Lettres, de l'université Columbia
- 1918 : présidente de l'American Philosophical Association
- 1910 : doctorat honoris causa en droit, de Smith College
- 1928 : membre d'honneur de la British Psychological Society[12].

## Les tentatives de justice sociale pour les femmes
En dehors de sa contribution dans le domaine de la psychologie, Marie Whiton Calkins a été une fervente défenseure des droits des femmes. Calkins est suffragiste, active dans la lutte pour le droit de vote des femmes, estimant qu'une distinction basée sur la différence de sexe était artificielle et illogique. Calkins était pacifiste et membre de l'American Civil Liberties Union. Lorsqu'elle travaillait à Wellesley lors de la première Guerre Mondiale, un collègue de Calkins est licencié en raison de ses opinions pacifistes. Calkins propose alors sa démission, estimant qu'elle partageait les opinions de son collègue, mais sa démission de Wellesley n'a pas été acceptée par l'université.
En 1902, Radcliffe souhaitait remettre des doctorats à Mary Whiton Calkins et trois autres femmes qui avaient terminé leurs études à Harvard, mais n'avaient pas reçu de doctorat d'Harvard parce qu'elles étaient des femmes. Marie Whiton Calkins fut la seule à rejeter la proposition de Radcliffe, motivant son refus dans une lettre envoyée au conseil scientifique de Radcliffe en indiquant son doute sur la possibilité à venir pour les femmes d'obtenir un doctorat à Harvard, si Radcliffe offrait un doctorat de substitution.
Bien que le diplôme de doctorat ne lui ait jamais été conféré, elle est considérée comme la première femme à avoir obtenu un doctorat en psychologie. Elle a également été la première femme à créer un laboratoire de psychologie.

## Publications
- Sharing the profits, Boston, Ginn & Company, 1888.
- Experimental Psychology at Wellesley College, American Journal of Psychology, 5, 464-271, 1892.
- Association, Psychological Review, 1, 476-483, 1894.
- Association. An essay analytic and experimental, New York ; London : Macmillan and Co., 1896.
- An Introduction to Psychology, New York : Macmillan Co. ; London : Macmillan, 1901.
- The Persistent Problems of Philosophy. An introduction to metaphysics through the study of modern system, Brooklyn, NY: AMS Press Inc, 1907,  (ISBN 978-0404590925)
- Psychology as science of self. I: Is the self body Or has it body?, Journal of Philosophy, Psychology and Scientific Methods, 5, 12-20, 1908.
- A First Book in Psychology, New York, Macmillan, 1910.
- The self in scientific psychology, American Journal of Psychology, 26, 495-524, 1915.
- The Good Man and The Good: An Introduction To Ethics, New York, Macmillan Co., 1918.